# Saint-véran (AOC)
Pour les communes, voir Saint-Véran et Saint-Vérand.
Le saint-véran est un vin blanc français d'appellation d'origine contrôlée (AOC) produit sur plusieurs communes du Sud-Mâconnais, en Saône-et-Loire, autour de Saint-Vérand.
La superficie de cette AOC est de 732 hectares en 2023 avec le chardonnay comme cépage unique. Encadrant l'aire d'appellation du pouilly-fuissé, le saint-véran est parfois appelé son « petit frère ».

## Historique

### Aux marges du pouilly
En 1816, André Jullien décrit le vignoble du Mâconnais comme produisant surtout du vin rouge à partir de gamay. Du côté des vins blancs, il indique que les meilleurs du coin sont faits à Pouilly et « Fuissey », mentionnant ceux de Davayé au deuxième rang de sa hiérarchie en compagnie de ceux de Solutrée, de Chaintré et de Vergisson ; ceux de Saint-Vérand sont placés parmi le troisième rang, comme « donnent des vins blancs de bon goût, et d'autres plus communs, qui sont ordinairement mêlés avec les vins rouges trop colorés et trop durs, pour leur donner plus de légèreté et d'agrément ». Après la crise du phylloxéra à la fin du XIXe siècle, le vignoble est replanté, notamment avec le cépage chardonnay, mais la polyculture et une importante production de vin rouge se maintiennent jusqu'au milieu du XXe siècle.
Le nom de pouilly se vendant bien comme vin, les producteurs de Pouilly cherchèrent à en interdire l'usage par ceux des autres communes. La loi de 1919 sur les appellations d'origine (AO) autorise de poursuivre un présumé usurpateur d'appellation devant le tribunal de grande instance (du lieu d'origine du produit), mais aussi que « sur la base d'usages locaux, loyaux et constants, le juge pourra délimiter l'aire géographique de production et déterminer les qualités ou caractères du produit ». Cette phase judiciaire voit s'affronter les producteurs et négociants des différentes communes pour avoir le droit de vendre le vin sous le nom de pouilly, d'où le jugement du tribunal civil de Mâcon en date du 17 décembre 1922 qui restreint l'usage de l'appellation à Chaintré, Fuissé, Solutré-Pouilly et Vergisson, excluant les voisines. L'appellation d'origine contrôlée (AOC) pouilly-fuissé est reconnue par décret en 1936 ; celles pouilly-vinzelles et pouilly-loché en 1940 ; les autres communes ne peuvent vendre leurs vins que sous les appellations régionales, celle mâcon (reconnue en 1936) autorisant de compléter l'étiquette avec le nom de la commune (ex : « mâcon Prissé », ou « mâcon Davayé »). La cave coopérative de Prissé est fondée en 1928.

### Création de l'appellation
En 1947, est fondée l'« Amicale des Producteurs de Vin Blanc des communes de Saint-Vérand, Chânes, Chasselas, Leynes et Saint-Amour », dans le but d'obtenir la reconnaissance pour leurs vins d'une appellation spécifique ; en 1953, ceux de Davayé les rejoignent ; en 1969, ceux de Prissé.
L'appellation est créée par le décret du 6 janvier 1971 : c'est l'ancienne orthographe du nom du village qui a été choisie pour baptiser l'appellation contrôlée « saint-véran » (sans « d », le « d » étant réservé au village anciennement appelé Saint-Véran-des-vignes) produit par les huit communes du Mâconnais que sont Chânes, Chasselas, Davayé, Leynes, Prissé, Solutré-Pouilly (seulement quelques parcelles), Saint-Amour-Bellevue et Saint-Vérand. La cérémonie d'intronisation s'est déroulée dans le cadre du château de la Balmondière à Saint-Vérand.
La délimitation de l'aire d'appellation a fait l'objet d'une action en justice, des parcelles en bas du climat « En Rousseau » de Prissé en étant exclu. Le propriétaire obtient gain de cause au tribunal administratif de Dijon les 24 février 1975 et 24 mai 1976, jugements confirmés par le Conseil d'État par son arrêté du 2 mars 1979.

### Évolutions
Les techniques en viticulture et œnologie évoluent à partir des années 1960-1970 : l'enjambeur remplace le cheval, pratique de la vendange en vert, usage de table de triage, cuve en inox, pressoir électrique puis pneumatique, etc.). Avec la canicule de 2003, les vendanges débutèrent pour certains domaines cette année-là à la mi-août, soit avec un mois d'avance, des vendanges très précoces qui ne s'étaient pas vues depuis 1422 et 1865 d'après les archives.
Le 3 mars 2010, une demande de reconnaissance en premier cru pour l'AOC saint-véran a été déposée par l'ODG au siège de l'INAO à Mâcon, ainsi qu'une autre demande le 15 septembre 2010 pour augmenter les rendements. Cette dernière est acceptée, faisant passer le rendement maximal de 55 hectolitres par hectares à 64 hl/ha, réduit dans le cas d'un vin mentionnant le climat à 62 hl/ha. En octobre 2016, les producteurs de l'appellation côte-rôtie (dans la vallée du Rhône) obtiennent l'interdiction de la mention du climat « La Côte Rôtie » (à Davayé) sur les étiquettes de saint-véran (application à partir du millésime 2017).
Le 27 et 28 janvier 2018, sur la commune de Prissé, cette appellation a reçu la fête de la Saint-Vincent tournante et a attiré environ 85 000 visiteurs. Le cahier des charges de l'appellation a été modifié en novembre 2021 (retrait de la commune de Saint-Amour-Bellevue de l'aire d'appellation).

Saint-Vincent tournante 2018 à Prissé
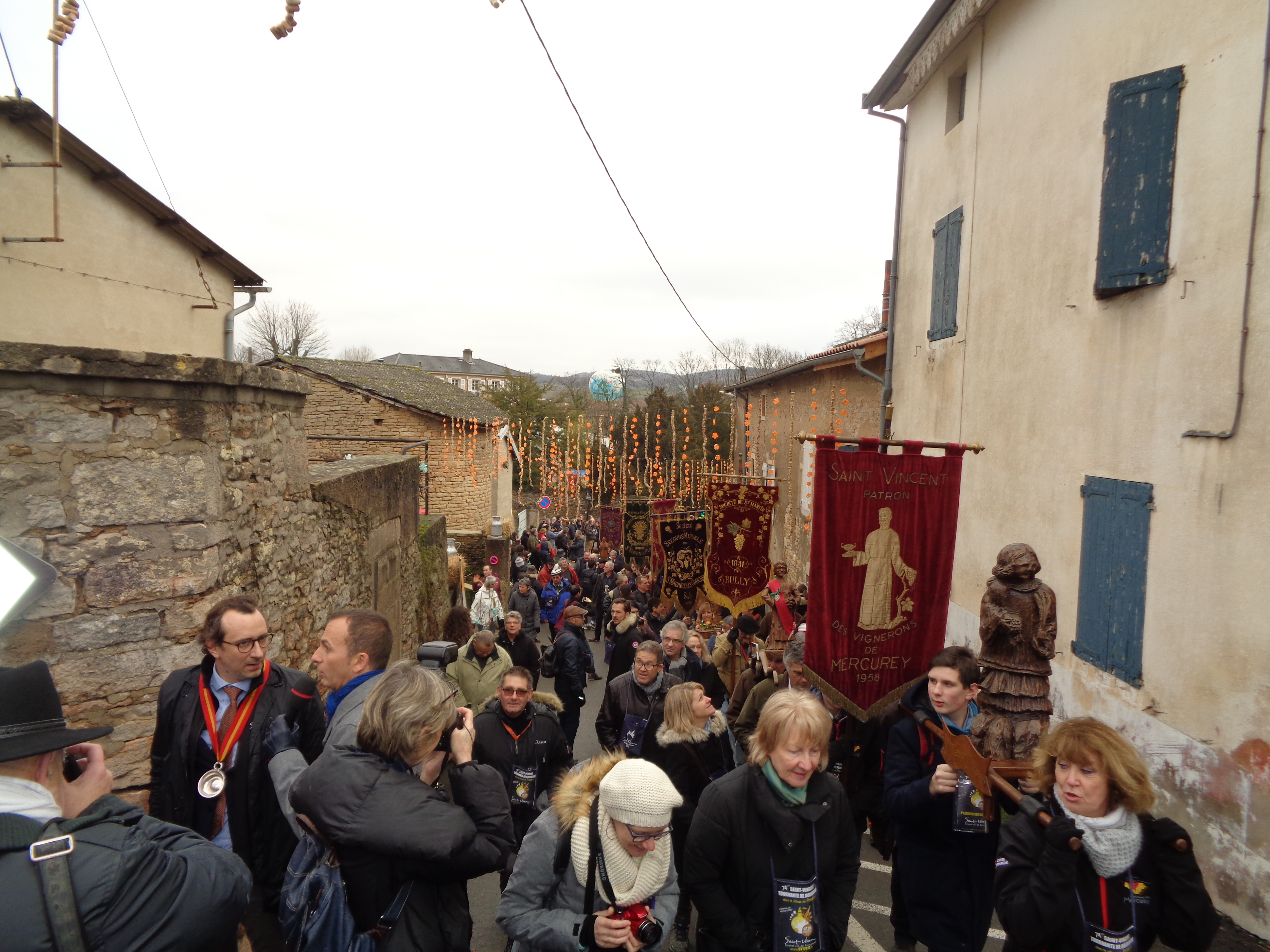
Défilé.
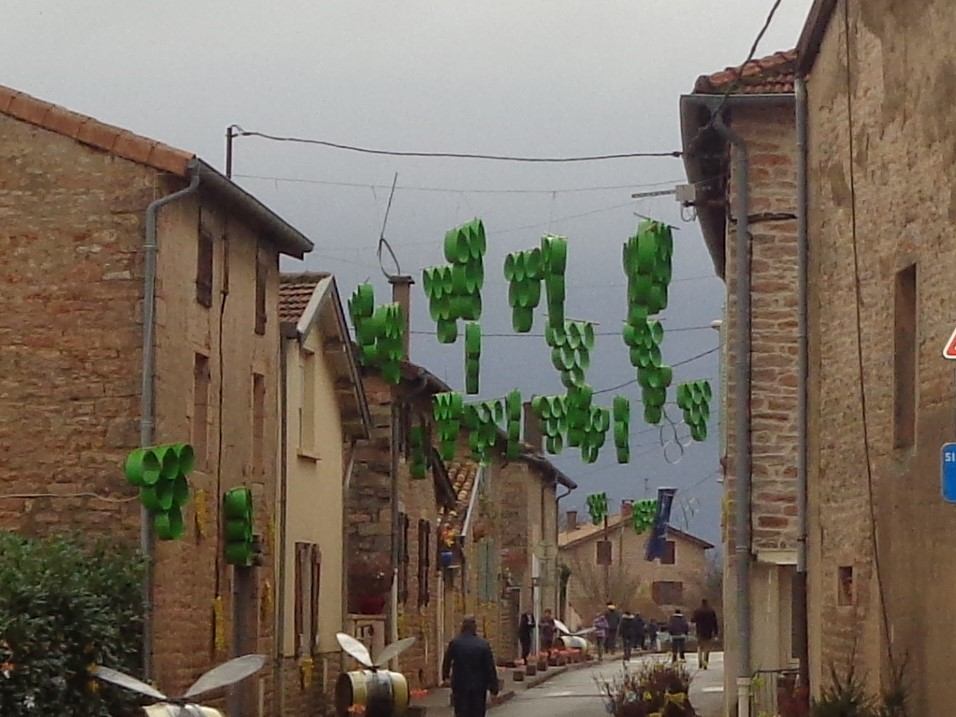
Décoration.
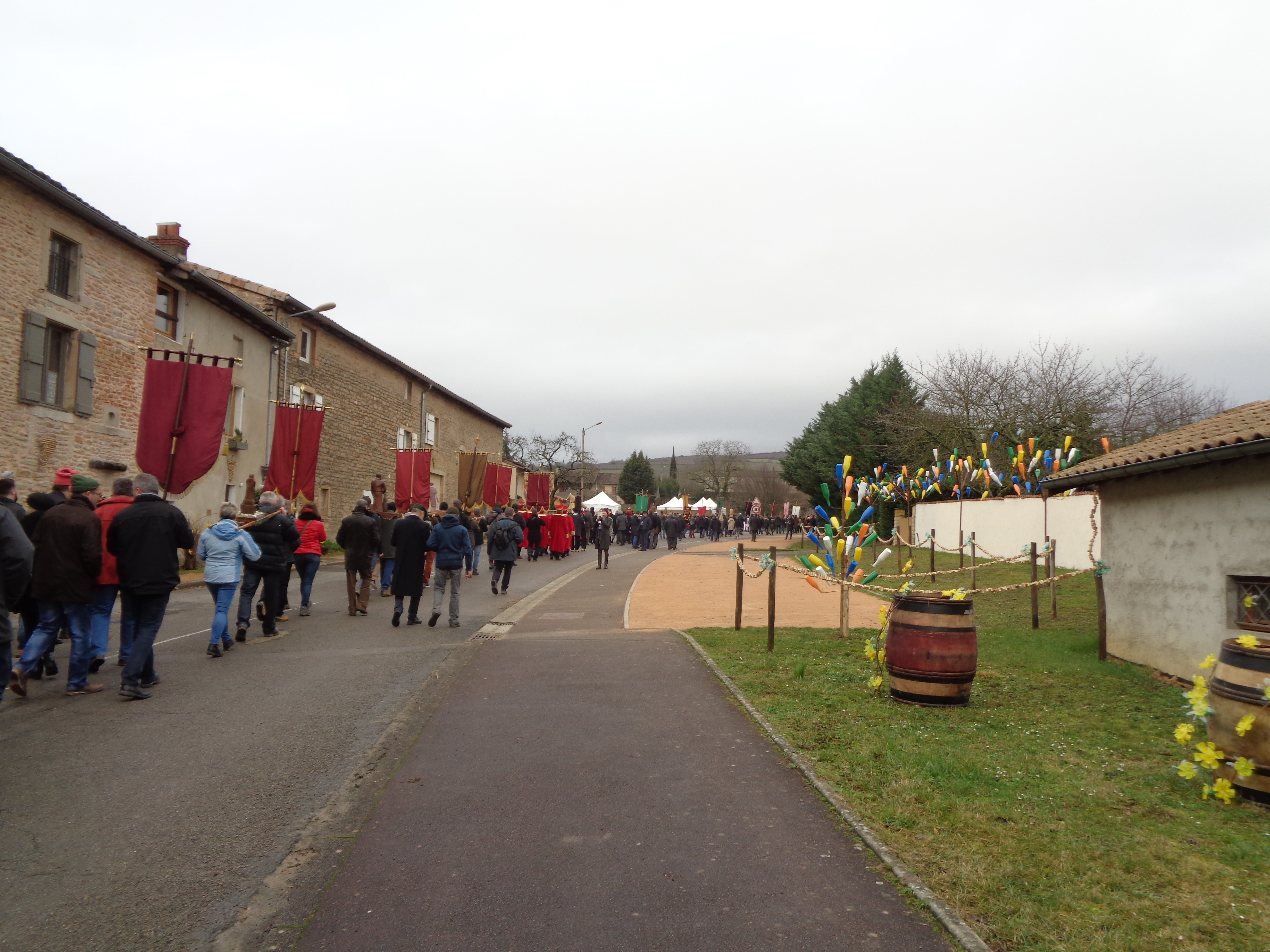
Défilé.
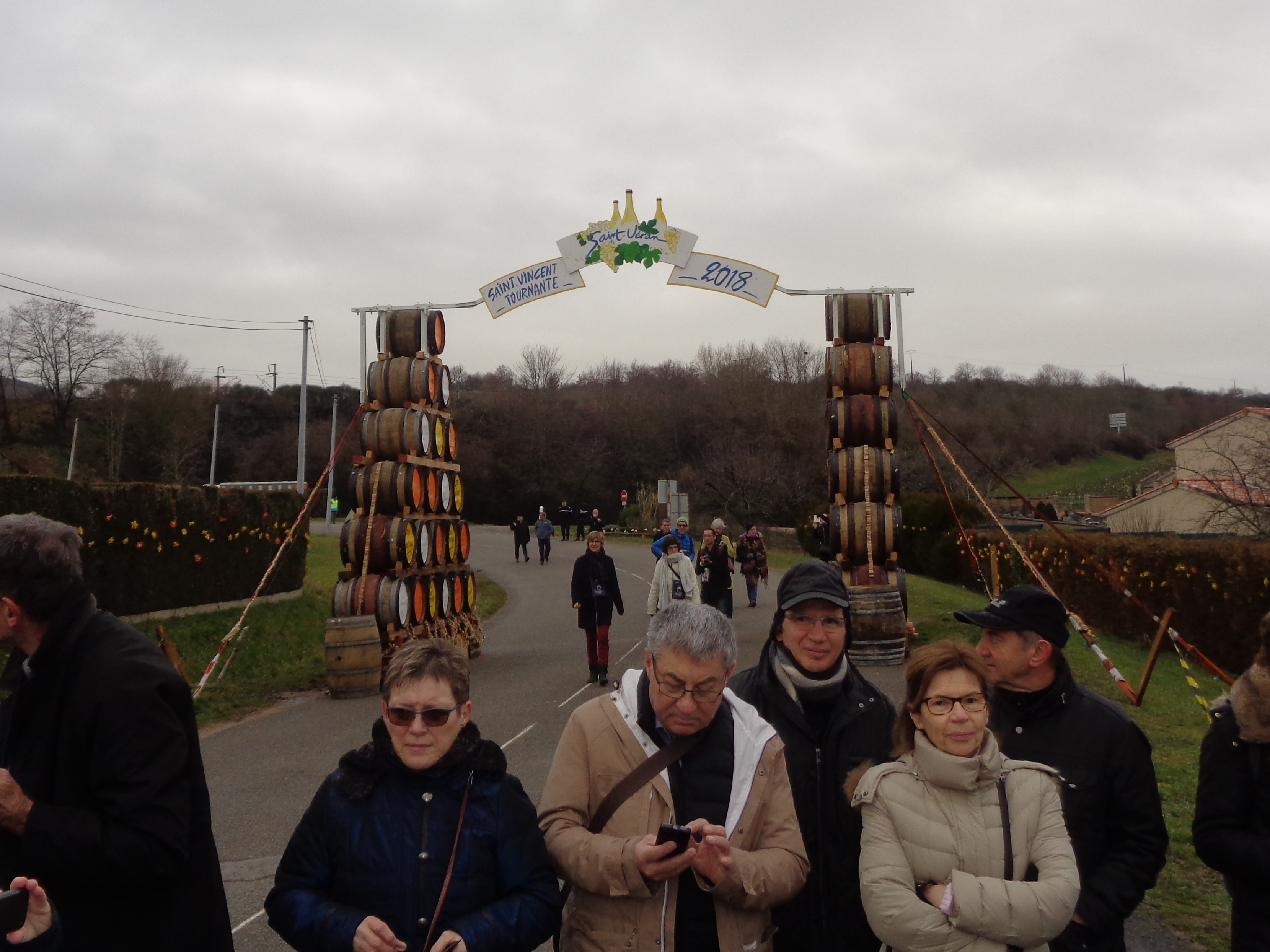
Décoration.
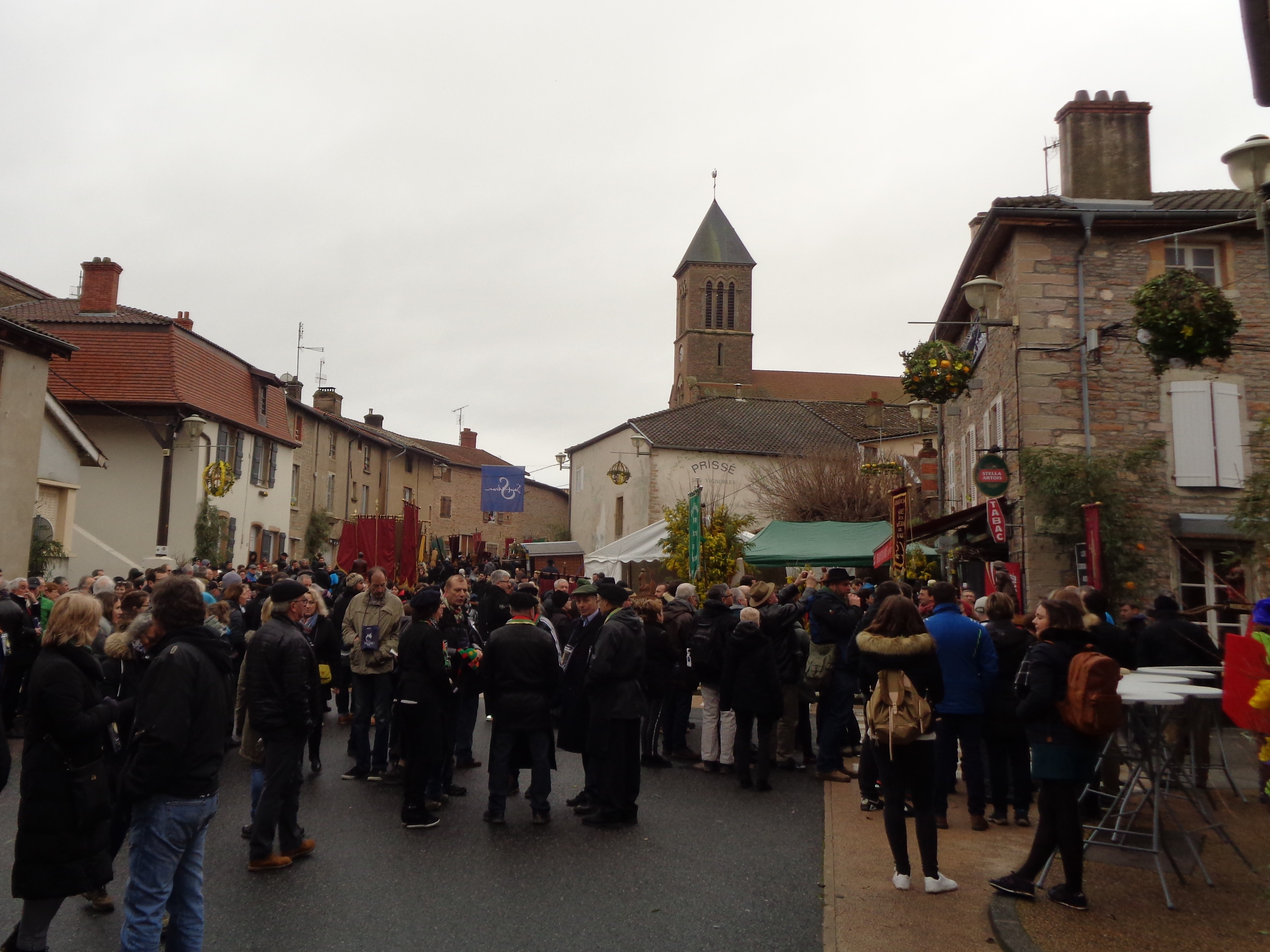
Vers l'église.

## Vignoble

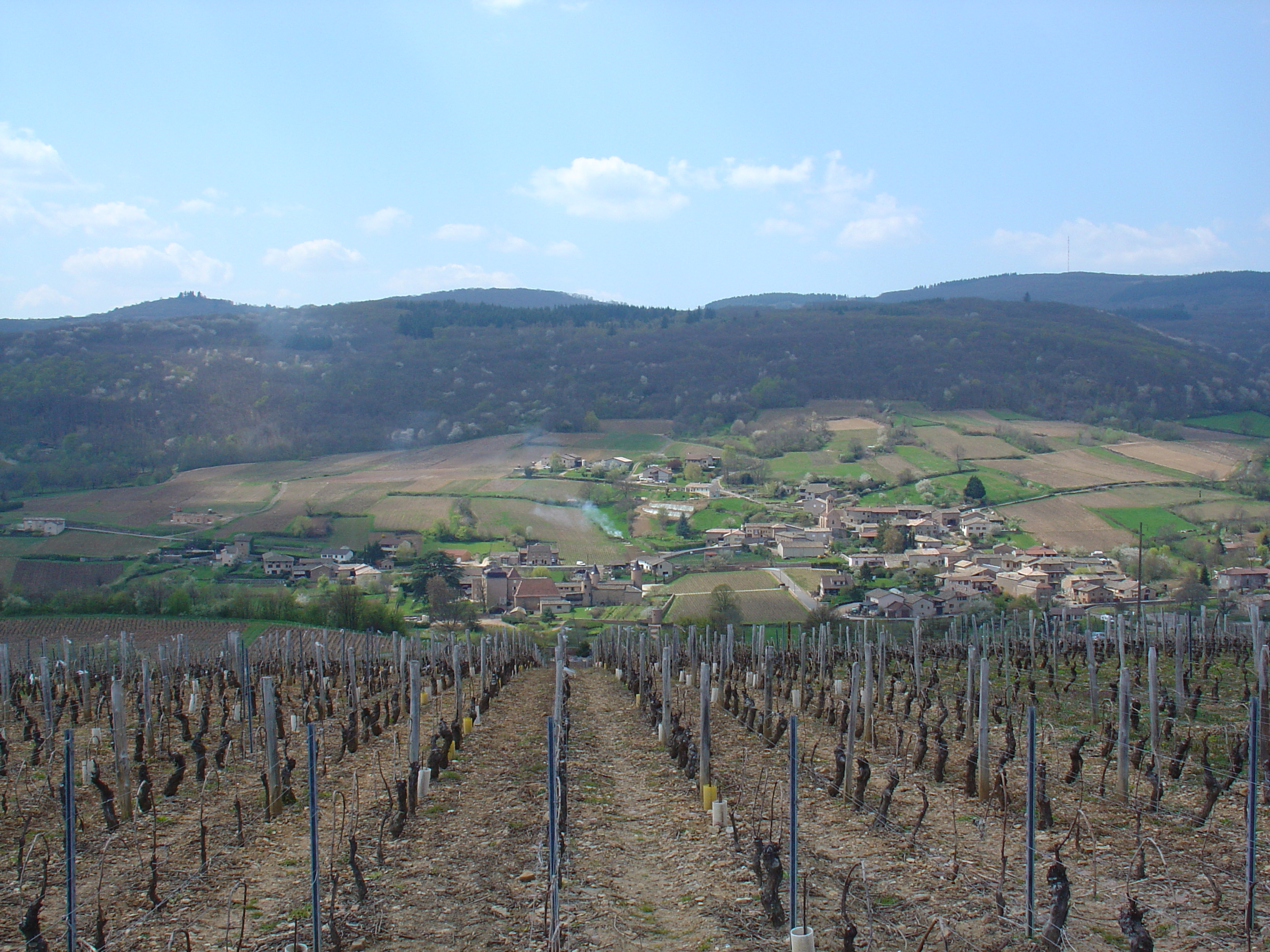
Vue du bourg de Leynes depuis les collines au nord-est.

L'aire d'appellation est située en Saône-et-Loire, dans le vignoble du Mâconnais au sud de Mâcon. Le saint-véran est produit sur les communes de Chânes, Chasselas, Davayé, Leynes, Prissé, Saint-Vérand et Solutré-Pouilly.
Selon le service des Douanes, la superficie revendiquée en 2023 sous l'appellation est de 731 hectares. En 2008, la surface en production était de 679,71 ha. L'aire d'appellation est répartie en deux parties, de part et d'autre de l'aire d'appellation du pouilly-fuissé :
- au nord, Prissé (326 ha) et Davayé (165 ha) ;
- entre les deux, Solutré-Pouilly (6 ha, limités au climat « Le Champs de Perdrix », tout au sud) ;
- et au sud, Chasselas (101 ha), Leynes (84 ha), Chânes (28 ha) et Saint-Vérand (13 ha)[19]. Chasselas, Leynes, Chânes et Saint-Vérand produisent surtout du beaujolais-villages (du vin rouge fait à partir de gamay N), mais pas sur les mêmes parcelles que le saint-véran.

### Lieux-dits
Le nom du climat peut suivre l'appellation saint-véran, sous réserve du respect de certaines contraintes un peu plus exigeantes du cahier des charges : richesse en sucre des raisins, titre alcoométrique minimum, rendements moyen et butoir, élevage et date de mise sur le marché. Ceux de l'aire d'appellation sont, du nord au sud :
- à Prissé : Saint-Claude, La Croix de Montceau, Au Mont, Aux Plantés, Au Grand Bussière, Maison Rouge, Aux Grandes Vignes, La Boisserole, Maisonneuve, En Chatenay, La Crouze, Les Châtaigniers ;
- à Davayé : Les Pommards, Les Carettes, Les Poncétys, clos des Poncétys, Les Valanges, La Côte Rôtie (interdit d'emploi depuis 2017), Les Chailloux, clos du Château, En Crèche, Les Rochats, Les Mûres, Les Buis, La Grande Bruyère, En Terre Noire, Les Maillettes, Sur la Carrière, Les Plantés, Les Caves, Les Souches, Les Jonchets, Les Cras ;
- à Solutré-Pouilly : Le Champs de Perdrix ;
- à Chasselas : Au bois de Fée, En Combe, La Roche, En Messie, mont Saint-Pierre, En Faux, Les Spires, À la Côte, Les Carrales, La Platière, Charlure, Les Rochettes, Les Cornillaux ;
- à Leynes : Les Jully, Les Champs Ronds, Les Condemines, Les Colanges, La Maison, Les Crais, bois de Fées, Les Brûlés, Vers la Croix, Les Sables, clos Vessats, La Planchette, Les Rochettes, Les Cornillaux ;
- à Chânes : Le Poisard, Le Clos, Partisselle, Les Perrières, Grande Vigne, Le Village ;
- à Saint-Vérand : En Réfort, Aux Colas, Aux Bulands[19].

### Géologie et orographie
Le sous-sol est notamment composé de calcaire à entroques datant du Jurassique moyen. Le versant ouest de ces roches, dans des terrains plus anciens (du Lias, le Jurassique inférieur), les versants raides sont faits de marnes grises (à Chasselas et Leynes). Sur les pentes douces du versant oriental des roches, dominent les calcaires marneux (à Prissé et Davayé).
Sur la rive gauche de la Petite Grosne, les vignes sont implantées sur du calcaire à entroques souvent recouvert d'une couche d'argile à chailles (à Chânes et Prissé).

### Climatologie
Le climat du Mâconnais est tempéré de type océanique, avec de légères tendances continentale (un peu plus sec, avec des hivers un peu plus froids) et sub-méditerranéenne (bon ensoleillement et été plus chaud). En raison de l'actuel changement climatique, les vendanges sont souvent plus précoces de quelques jours (le débourrement, la floraison et la véraison de la vigne se faisant plus tôt).
Pour la station météorologique de Charnay-lès-Mâcon (à 219 mètres d'altitude, en bordure de l'aérodrome : 46° 17′ 40″ N, 4° 47′ 40″ E), les valeurs climatiques sont :
| Mois                              | jan. | fév. | mars  | avril | mai   | juin  | jui.  | août  | sep.  | oct.  | nov. | déc. | année   |
| --------------------------------- | ---- | ---- | ----- | ----- | ----- | ----- | ----- | ----- | ----- | ----- | ---- | ---- | ------- |
| Température minimale moyenne (°C) | 0,7  | 1    | 3,8   | 6,5   | 10,5  | 14,1  | 15,9  | 15,4  | 11,7  | 8,6   | 4,2  | 1,5  | 7,8     |
| Température moyenne (°C)          | 3,5  | 4,6  | 8,5   | 11,7  | 15,7  | 19,5  | 21,5  | 21,1  | 17    | 12,7  | 7,4  | 4,1  | 12,3    |
| Température maximale moyenne (°C) | 6,3  | 8,3  | 13,2  | 16,8  | 20,8  | 24,8  | 27,1  | 26,9  | 22,3  | 16,9  | 10,5 | 6,7  | 16,7    |
| Ensoleillement (h)                | 61,6 | 96   | 163,7 | 191,7 | 216,5 | 249,1 | 274,9 | 251,1 | 194,8 | 120,3 | 71,3 | 52,1 | 1 943,1 |
| Précipitations (mm)               | 58,1 | 48,9 | 49,1  | 65,5  | 75,7  | 69,8  | 72,2  | 72,6  | 71,1  | 91,1  | 92,8 | 66,7 | 833,7   |

| Diagramme climatique                                  |          |             |             |              |              |              |              |              |             |             |            |
| J                                                     | F        | M           | A           | M            | J            | J            | A            | S            | O           | N           | D          |
| 6,30,758,1                                            | 8,3148,9 | 13,23,849,1 | 16,86,565,5 | 20,810,575,7 | 24,814,169,8 | 27,115,972,2 | 26,915,472,6 | 22,311,771,1 | 16,98,691,1 | 10,54,292,8 | 6,71,566,7 |
| Moyennes : • Temp. maxi et mini °C • Précipitation mm |          |             |             |              |              |              |              |              |             |             |            |

### Encépagement
Le chardonnay B est le seul cépage autorisé pour produire cette AOC.
Ses grappes sont relativement petites, cylindriques, moins denses que celles du pinot noir N, constituées de grains irréguliers, assez petits, de couleur jaune doré. De maturation de première époque comme le pinot noir N, il s'accommode mieux d'une humidité de fin de saison avec une meilleure résistance à la pourriture s'il n'est pas en situation de forte vigueur. Il est sensible à l'oïdium et à la flavescence dorée. Il débourre un peu avant le pinot noir N, ce qui le rend également sensible aux gelées printanières. Les teneurs en sucre des baies peuvent atteindre des niveaux élevés tout en conservant une acidité importante, ce qui permet d'obtenir des vins particulièrement bien équilibrés, puissants et amples, avec beaucoup de gras et de volume.

### Méthodes culturales

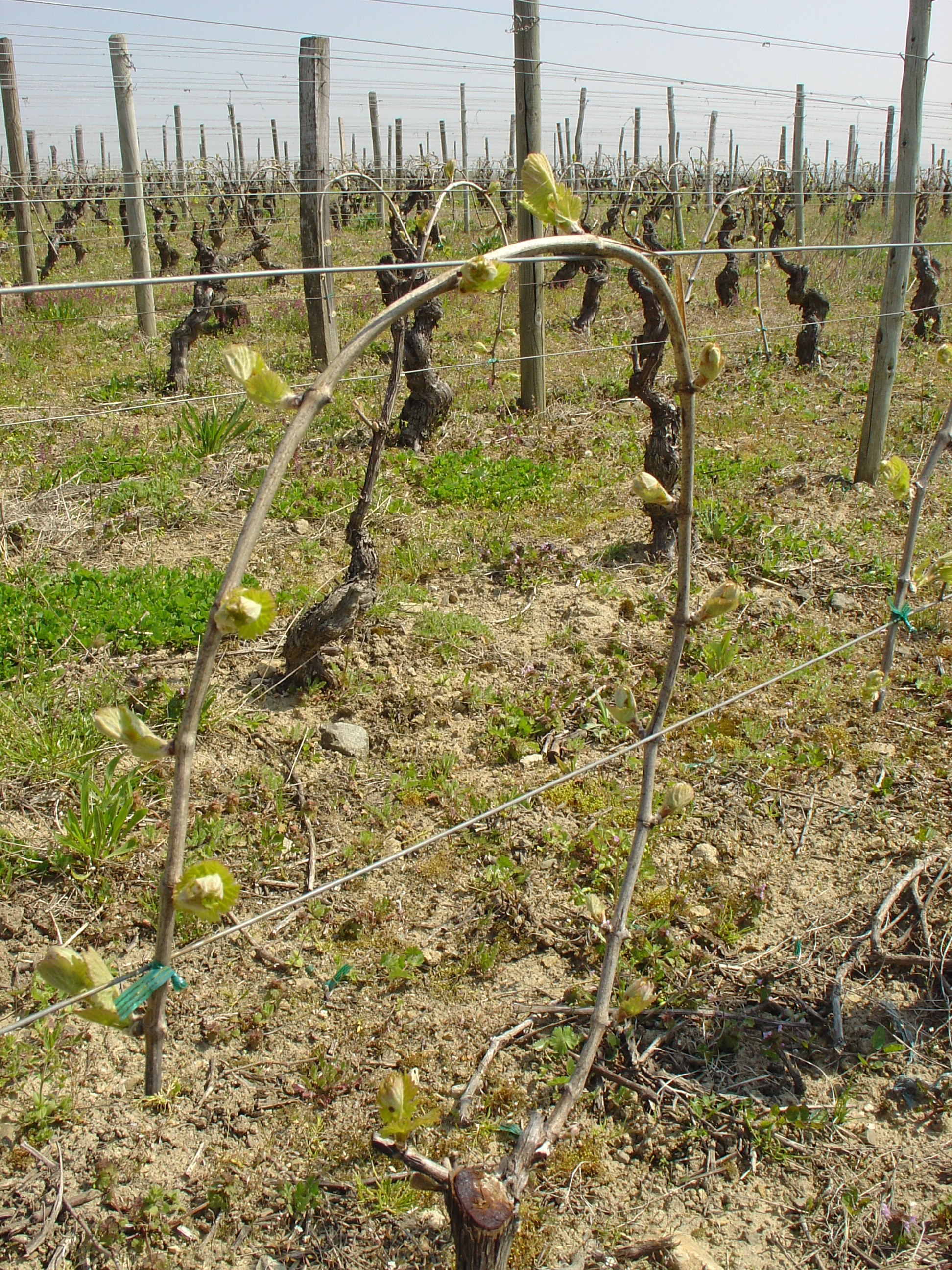
Taille à queue du Mâconnais.

Le travail manuel commence par la taille, dite « taille à queue du Mâconnais » caractéristique du Mâconnais : c'est une dérivation de la taille en guyot. Cette taille en « arcure » permet de lutter contre le phénomène d'acrotonie, typique du cépage chardonnay, elle permet aussi de préserver la vigne contre le gel de printemps. Les tailles en « cordon de Royat » et « guyot simple » sont autorisées. Le tirage des sarments suit la taille. Les sarments sont enlevés et peuvent être brûlés ou mis au milieu du rang pour être broyés. On passe ensuite aux réparations. Puis vient le pliage des baguettes. Éventuellement, après le pliage des baguettes, une plantation de nouvelles greffes est réalisée. L'ébourgeonnage peut débuter dès que la vigne a commencé à pousser. Cette méthode permet, en partie, de réguler les rendements. Le relevage est pratiqué lorsque la vigne commence à avoir bien poussé. En général, deux à trois relevages sont pratiqués. La vendange en vert est pratiquée de plus en plus dans cette appellation. Cette opération est faite dans le but de réguler les rendements et surtout d'augmenter la qualité des raisins restants. Pour finir, avec le travail manuel à la vigne, se réalise l'étape importante des vendanges.
L'enjambeur est d'une aide précieuse. Les différents travaux mécaniques se composent du broyage des sarments, réalisé lorsque les sarments sont tirés et mis au milieu du rang. De trou fait à la tarière, là où les pieds de vignes sont manquants, en vue de planter des greffes au printemps. De labourage ou griffage, réalisé dans le but d'aérer les sols et de supprimer des mauvaises herbes. De désherbage fait chimiquement pour tuer les mauvaises herbes. De plusieurs traitements des vignes, réalisés dans le but de les protéger contre certaines maladies cryptogamiques (mildiou, oïdium, pourriture grise, etc.) et certains insectes (eudémis et cochylis). De plusieurs rognages consistant à reciper ou couper les branches de vignes (rameaux) qui dépassent du système de palissage. Des vendanges mécaniques se réalisant avec une machine à vendanger ou une tête de récolte montée sur un enjambeur.

### Rendements
Le rendement est limité par le cahier des charges de l'appellation à un maximum de 64 hectolitres par hectare, réduit à 62 dans le cas d'une mention d'un climat. Chaque année, ce rendement maximum peut être modifié à la hausse ou à la baisse par un arrêté du ministère de l'Agriculture, dans la limite du rendement butoir de l'appellation, fixé à 70 hl/ha (68 si mention d'un climat).
Les données de production des années récentes, telles que publiées par les Douanes, sont :
| Année | saint-véran     | saint-véran     | saint-véran       | saint-véran avec indication du climat                                          | saint-véran avec indication du climat                                          | saint-véran avec indication du climat                                          |
| Année | superficie (ha) | production (hl) | rendement (hl/ha) | superficie (ha)                                                                | production (hl)                                                                | rendement (hl/ha)                                                              |
| ----- | --------------- | --------------- | ----------------- | ------------------------------------------------------------------------------ | ------------------------------------------------------------------------------ | ------------------------------------------------------------------------------ |
| 2020  | 573             | 36 049          | 59                | 168                                                                            | 9 979                                                                          | 59                                                                             |
| 2021  | 568             | 19 657          | 35                | 172                                                                            | 5 708                                                                          | 33                                                                             |
| 2022  | 549             | 33 564          | 61                | 189                                                                            | 10 440                                                                         | 55                                                                             |
| 2023  | 732             | 46 387          | 63                | pas de données distinctes (valeurs totales rapportées ici avec le saint-véran) | pas de données distinctes (valeurs totales rapportées ici avec le saint-véran) | pas de données distinctes (valeurs totales rapportées ici avec le saint-véran) |
| 2024  | 548             | 30 112          | 55                | 191                                                                            | 9 757                                                                          | 51                                                                             |

Comme ailleurs, une partie de la production des communes de l'aire d'appellation (soit sur des parcelles exclues de l'aire d'appellation du saint-véran, soit ne répondant pas au cahier des charges) peut être vendue (ou repliée, c'est-à-dire déclassée sous un autre nom) sous une des appellations régionales de Bourgogne : bourgogne, coteaux-bourguignons, bourgogne aligoté, bourgogne-passe-tout-grains, bourgogne-mousseux, crémant de Bourgogne et mâcon (cette dernière peut être complétée par une dénomination géographique : « mâcon Chaintré », « mâcon Davayé », « mâcon Prissé », « mâcon Solutré-Pouilly » ou « mâcon villages »).

## Vins
La production déclarée en 2023 a été d'un total de 46 387 hectolitres (un hectolitre = 100 litres = 133 bouteilles de 75 cl). En moyenne de 2004 à 2008, le volume était de 40 832 hectolitres.

### Titre alcoométrique volumique
Le titre alcoométrique pour l'appellation est de 11 % vol. minimum (12 % pour les climats) et de 13,5 % vol. maximum.

### Vinification et élevage

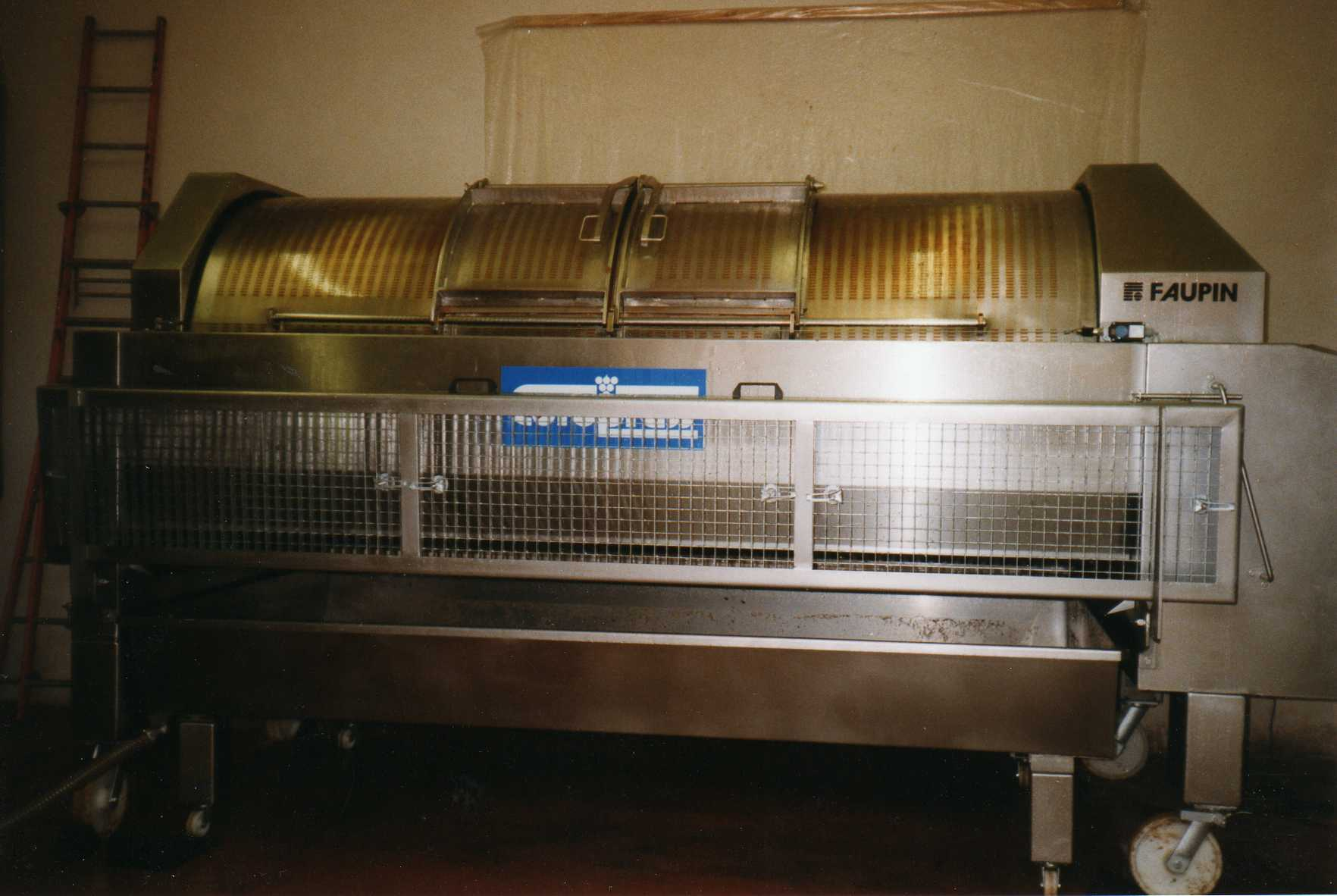
Pressoir pneumatique servant au pressurage.

Il existe des petites différences de méthode entre les différents viticulteurs, négociants et caves coopératives. La récolte est manuelle ou mécanique et peut être triée. Les raisins sont ensuite transférés dans un pressoir pour le pressurage. Une fois le moût en cuve, le débourbage est pratiqué généralement après un enzymage. À ce stade, une stabulation préfermentaire à froid (environ 10 à 12 °C pendant plusieurs jours) peut être recherchée pour favoriser l'extraction des arômes. Mais le plus souvent, après 12 à 48 heures, le jus clair est soutiré et mis à fermenter. La fermentation alcoolique se déroule avec un suivi tout particulier pour les températures qui doivent rester à peu près stables (18 à 24 °C). La chaptalisation est aussi pratiquée pour augmenter le titre alcoométrique volumique si nécessaire. La fermentation malolactique est réalisée en fûts ou en cuves. Les vins sont élevés « sur lies », en fûts, dans lesquels le vinificateur réalise régulièrement un « bâtonnage », c'est-à-dire une remise en suspension des lies. Cette opération dure pendant plusieurs mois au cours de l'élevage des blancs. À la fin, la filtration du vin est pratiquée pour rendre les vins plus limpides. La mise en bouteille clôture l'opération.

### Gastronomie
Le calcaire donne une robe de couleur or pâle, avec une touche de vert. Au nez, ce vin peut évoquer des arômes fruités de poire, pêche ou fruit exotique, ou bien des notes d'amande fraîche, de noisette et de beurre, ou encore d'acacia, de chèvrefeuille et de fougère. La bouche est vive au départ, minérale, puis le vin révèle un équilibre entre le gras (de l'alcool) et l'acidité (une finale fraîche).
Le saint-véran s'accorde bien avec des poissons, des fruits de mer, certains fromages (chèvre, bleu de Bresse, beaufort…). La durée de garde va jusqu'à quatre ans voire un peu plus pour les meilleurs millésimes. La température de service se situe entre 8 et 10 °C pour un vin jeune et 11 et 13 degrés pour un vin plus évolué en âge.

## Économie

### Commercialisation
La commercialisation de cette appellation se fait par divers canaux de vente : dans les caveaux des viticulteurs et caves coopératives, lors des salons des vins, dans les foires gastronomiques, par exportation, dans les cafés, hôtels et restaurants (CHR), ainsi que dans les grandes et moyennes surfaces (GMS).

### Structure des exploitations
Il existe des domaines de tailles différentes. Ces domaines mettent tout ou une partie de leurs propres vins en bouteilles et s'occupent aussi de le vendre. Les autres, ainsi que ceux qui ne vendent pas tous leurs vins en bouteilles, les vendent aux maisons de négoce.
Les caves coopératives et leurs apporteurs sont des vignerons. Ces derniers peuvent leur amener leurs récoltes, ou bien la cave coopérative vendange elle-même (machine à vendanger en général). 
Les maisons de négoce achètent leurs vins, en général, en vin fait (vin fini) mais parfois en raisin ou en moût. Elles achètent aux domaines et passent par un courtier en vin qui sert d'intermédiaire moyennant une commission de l'ordre de 2 % à la charge de l'acheteur.

### Listes des producteurs
- Domaine Dailly
- Domaine des Deux Roches
- Domaine Abélanet-Laneyrie
- Domaine Jacques & Nathalie Saumaize
- Château de la Balmondière
- Domaine Luquet Roger
- Maison Dufouleur Frères
- Domaine Eloy Jean-Yves
- Domaine Ferrand Nadine
- Château de Fuissé
- Jean CURIAL & Fils
- Domaine du Chalet Pouilly
- Domaine Gonon
- Domaine Lassarat Roger
- Château de Loche
- Domaine Frédéric Curis
- Maison Janny Pierre
- Maison Trenel Fils
- Domaine La Maison-Jean Chagny
- Domaine Bernard (château des Correaux)
- Cave des Grands Crus Blancs
- Domaine Fagot David
- Domaine Cognard Jean-Yves
- Domaine de La Denante
- Domaine Renoud Grappin Pascal
- Domaine des Poncetys
- Vignobles Thevenet et Fils
- Domaine De Milly Anne
- Domaine Pauget Norbert et Catherine
- Domaine de la Feuillarde
- Domaine Janny
- Domaine Simonin
- Domaine du Château de la Greffiere
- Domaine Château Historique de Pierreclos
- Cave de Chaintre
- Domaine Sangouard-Guyot
- Domaine L'Ermite
- Domaine des Crais
- Domaine Tour Vayon
- Domaine La source des fées
- Domaine Delorme et Fils
- Domaine Chateau Vitallis
- Domaine Sangouard Vincent
- Domaine Thibert Père et Fils
- Domaine Guerin Thierry
- Château de Chasselas
- Chateau de Messey
- Domaine Corsin
- Maison Guyaux Jean Claude
- Cave des Vignerons des Terres Secretes
- Maison Beaudet Paul
- Domaine Pollier Daniel
- Prieuré du Bois de Leynes
- Œnothèque Burrier Georges
- Domaine Thibert Père et Fils
- Domaine Trouillet
- Domaine Gaillard
- Domaine du Vieux saint-Sorlin
- Domaine de la Croix Senaillet
- Domaine Cheveau
- Domaine de Fussiacus
- Domaine Jean Rijckaert
- Domaine des Valanges
- Domaine de la Charmeraie.
- Château du Carruge
- Domaine Chavet Michel & Fils